# Чикишев, Сергей Николаевич
Сергей Николаевич Чикишев (род. 31 января 1961, Омск, СССР) — российский футбольный тренер.

## Биография
Окончил Омский государственный институт физической культуры в 1982 году. Играл в футбол на городском уровне в местных командах. После окончания учёбы и службы в армии стал работать в футбольной школе. Имел опыт работы с разными командами различных возрастов, со специализированными футбольными классами и со сборными города.

## Тренерская карьера
В профессиональный футбол приглашён в 1995 году помогать главному тренеру омского «Иртыша» Владимиру Арайсу. С перерывами проработал с 1995 по 2002 год вторым тренером, а с 2003 по 2004 год был главным тренером. В 1998 возглавлял сборную России среди железнодорожников, в 2001-м работал в «Тюмени».
С 2007 года тренировал в Академии им. Черенкова и работал в проекте «Спартак-Регион» в московском «Спартаке». В январе 2011 пришёл в молодёжную команду «Динамо». До апреля помогал Сергею Силкину, когда Силкина назначили главным тренером основной команды, то самостоятельно возглавил молодёжь. Тренировал команду до конца сезона 2011/12, в котором привёл её к первой победе в молодёжном первенстве. В межсезонье Чикишева сменил Дмитрий Хохлов, но он успел провести лишь 3 матча в стартовавшем сезоне 2012/13, после чего был назначен исполняющим обязанности тренера первой команды. Чикишев стал исполняющим обязанности в молодёжной команде и руководил в двух турах — 4-м и 5-м, после чего уступил тренерский мостик Николаю Ковардаеву. Перед сезоном 2013/14 главным тренером вновь стал Хохлов, а Чикишев стал его ассистентом.
10 мая 2016 года после увольнения Андрея Кобелева Чикишев был назначен исполняющим обязанности главного тренера московского «Динамо». Под его руководством команда провела заключительные три игры сезона 2015/16 и, потерпев в них поражения, впервые в своей истории покинула высший дивизион.
В сезоне 2016/17 (по январь 2017) — главный тренер команды «Динамо-2»; с сентября 2016 по январь 2017 — также главный тренер команды «Динамо» до 19 лет, участвовавшей в Юношеской лиге УЕФА. В январе 2017 года стал главным тренером академии «Динамо» имени Льва Яшина.
8 января 2020 года стал помощником главного тренера ереванского «Пюника» Романа Березовского.
С зимы 2021/22 был тренером-куратором в командах «Чертаново» в ЮФЛ и М-Лиге, с 23 июня 2022 — главный тренер ФК «Чертаново».

## Достижения
«Динамо»-мол. (Москва)
- Победитель молодёжного первенства России: 2011/12